# Heerde
Heerde est une commune et un village néerlandaise, en province de Gueldre.

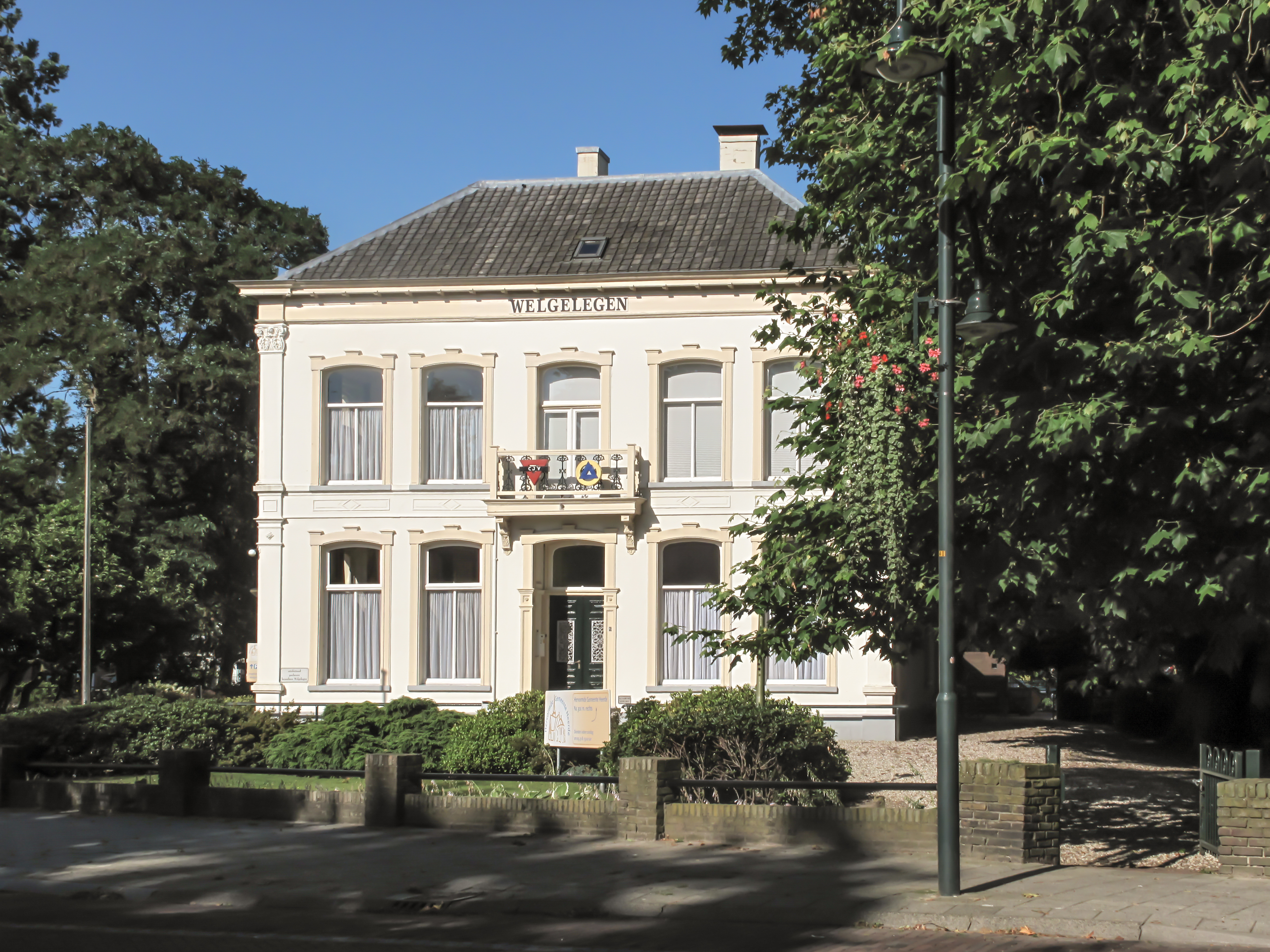
Villa Welgelegen

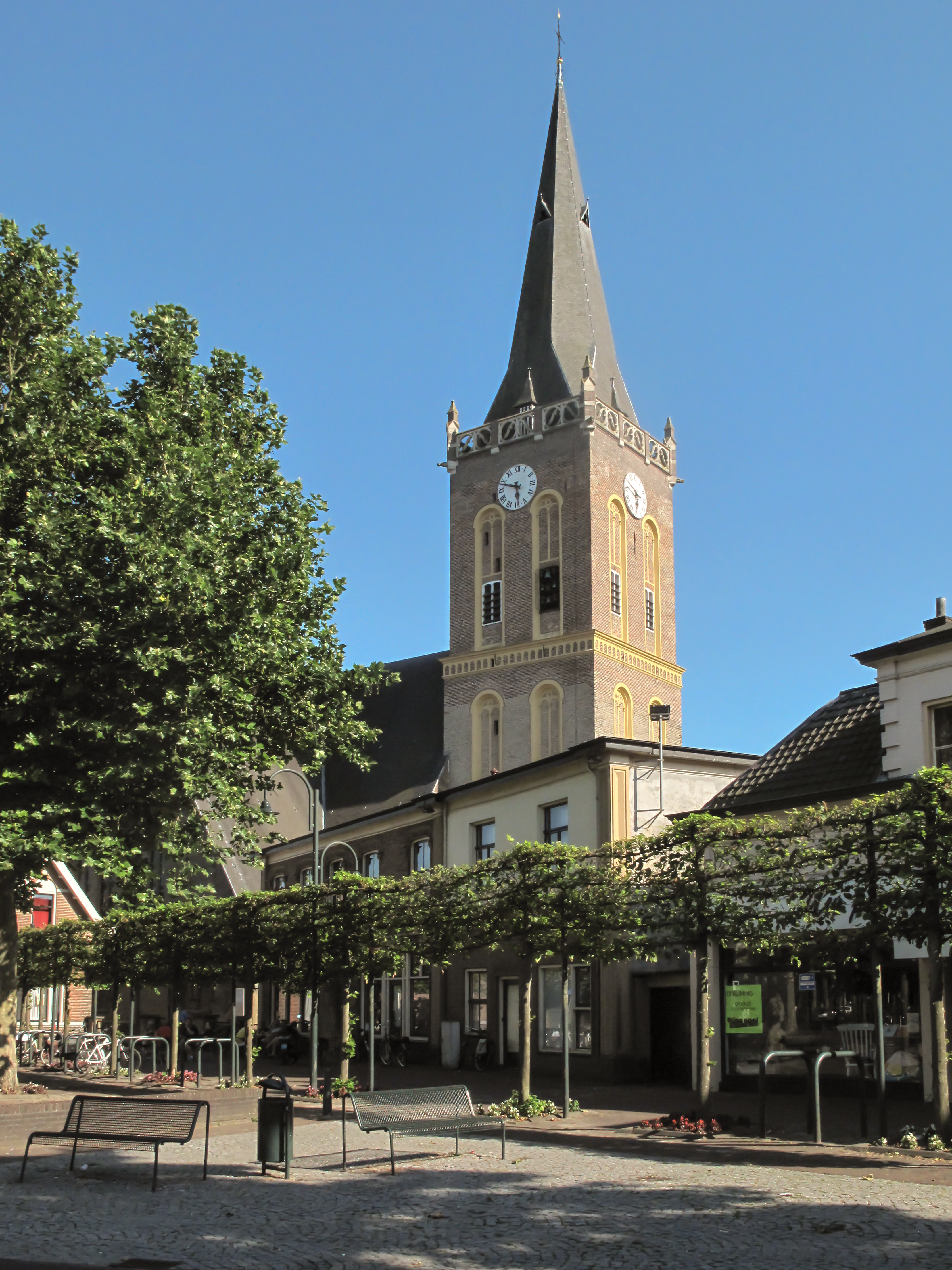
Église (de Johanneskerk) dans la rue

## Personnalités
- Ottelien Boeschoten (1963-), actrice et animatrice de radio néerlandaise, née à Heerde.